# Império do Espírito Santo da Boca da Ribeira
O Império do Espírito Santo da Boca da Ribeira, também conhecido como Império do Espírito Santo da Ribeira do Testo,  localiza-se no largo da Boca da Ribeira, no Caminho da Cidade, local do Porto Judeu de Cima, na freguesia do Porto Judeu, concelho de Angra do Heroísmo, na ilha Terceira, nos Açores.

## História
Foi erguido em 1933, embora os estatutos da sua irmandade sejam datados de 4 de janeiro de 1935. Abrange a metade da população da zona do Caminho da Cidade. Sofreu obras de recuperação e melhoramentos em 2000, sendo considerado atualmente um dos mais espaçosos da ilha.
Possui um procurador e um ajudante com mandatos de um ano, designados entre os irmãos, e um mordomo por cada bodo.